# União das Freguesias de Távora (Santa Maria e São Vicente)
Die União das Freguesias de Távora (Santa Maria e São Vicente) ist eine portugiesische Gemeinde (portugiesisch Freguesia) im Kreis (portugiesisch Concelho) Arcos de Valdevez im Nordwesten Portugals.

## Geschichte
Die Gemeinde entstand im Zuge der Gebietsreform vom 29. September 2013 durch die Zusammenlegung der ehemaligen Gemeinden Santa Maria de Távora und São Vicente de Távora. Santa Maria de Távora wurde Sitz der neuen Verwaltung.

## Demographie
| Freguesia | Freguesia                          | Freguesia | Freguesia       | ehemalige Freguesias  | ehemalige Freguesias  | ehemalige Freguesias | ehemalige Freguesias |
| --------- | ---------------------------------- | --------- | --------------- | --------------------- | --------------------- | -------------------- | -------------------- |
| Wappen    | Freguesia                          | Einwohner | Fläche in (km²) | Wappen                | Freguesia             | Einwohner            | Fläche in (km²)      |
|           | Távora (Santa Maria e São Vicente) | 848       | 6,74            |                       | Santa Maria de Távora | 688                  | 4,32                 |
|           | Távora (Santa Maria e São Vicente) | 848       | 6,74            | São Vicente de Távora | 265                   | 2,41                 |                      |